# Elle (série télévisée)
Pour les articles homonymes, voir Elle.
Elle est une série télévisée américaine créée par Laura Kittrell et Caroline Dries, dont la diffusion est prévue pour 2026 sur le service Prime Video.
Il s'agit d'un préquelle de la série de films La Revanche d'une blonde, lancée en 2001, elle-même basée sur le roman Legally Blonde de l'autrice américaine Amanda Brown. Co-produite par Reese Witherspoon, qui interprétait Elle Woods dans les deux premiers films, la série suit l'adolescence du personnage et ses années au lycée.

## Synopsis
La série se déroule dans les années 1990 et suit les années au lycée d'Elle Woods, bien avant qu'elle ne devienne étudiante à la faculté de droit de Harvard.

## Distribution

### Acteurs principaux
- Lexi Minetree : Elle Woods
- June Diane Raphael : Eve Woods
- Tom Everett Scott : Wyatt Woods
- Chandler Kinney : Kimberly
- Jacob Moskovitz : Miles
- Gabrielle Policano : Liz
- Zac Looker : Dusti
- Amy Pietz : Donna

### Acteurs récurrents
- Jessica Belkin : Madison
- Logan Shroyer : Josh
- Lisa Yamada (en) : Amber
- Chloe Wepper : Ms. Burke
- David Burtka : Chad
- Brad Harder
- Kayla Maisonet (en) : Tiffany
- James Van Der Beek : Dean Wilson

## Développement

### Production
En juin 2018, un nouveau film de la franchise La Revanche d'une blonde est annoncé par Metro-Goldwyn-Mayer avec le retour de Reese Witherspoon dans le rôle d'Elle Woods. Alors qu'une sortie est fixée pour 2020, le film est reporté et retourne en phase de développement avec une nouvelle équipe. En avril 2023, alors que la sortie d'un nouveau film est encore incertaine, Amazon, désormais propriétaire de la franchise suite à l'acquisition de Metro-Goldwyn-Mayer, dévoile vouloir l'étendre à la télévision avec une série.
L'année suivante, Amazon confirme le développement d'une série télévisée préquelle co-produite par Reese Witherspoon qui se charge d'annoncer le projet. Lors d'une interview, Witherspoon dévoile avoir souhaitée faire de la série une préquelle après avoir regardée la première saison de la série Mercredi, ayant aimé le fait que la série suivent Mercredi Addams lors de ces années au lycée. L'actrice et l'équipe ont donc voulu explorer qui était Elle avant de devenir étudiante.

### Distribution des rôles
En février 2025, Reese Witherspoon annonce à Lexi Minetree qu'elle interprétera le rôle d'Elle Woods dans la série. Minetree était l'une des finalistes pour décrocher le rôle avec l'actrice américaine Madison Wolfe.
Le mois suivant, June Diane Raphael et Tom Everett Scott rejoignent la série pour les rôles des parents d'Elle. Eva et Wyatt. Ils sont suivis par Chandler Kinney, Jacob Moskovitz et Gabrielle Policano. En avril, Zac Looker et Amy Pietz rejoignent également la distribution principale tandis que Jessica Belkin et Logan Shroyer signent pour des rôles récurrents. En mai, David Burtka et James Van Der Beek décrochent des rôles récurrents.

### Tournage
Le tournage de la série débute le 2 avril 2025.